# Asiatica Luxuria

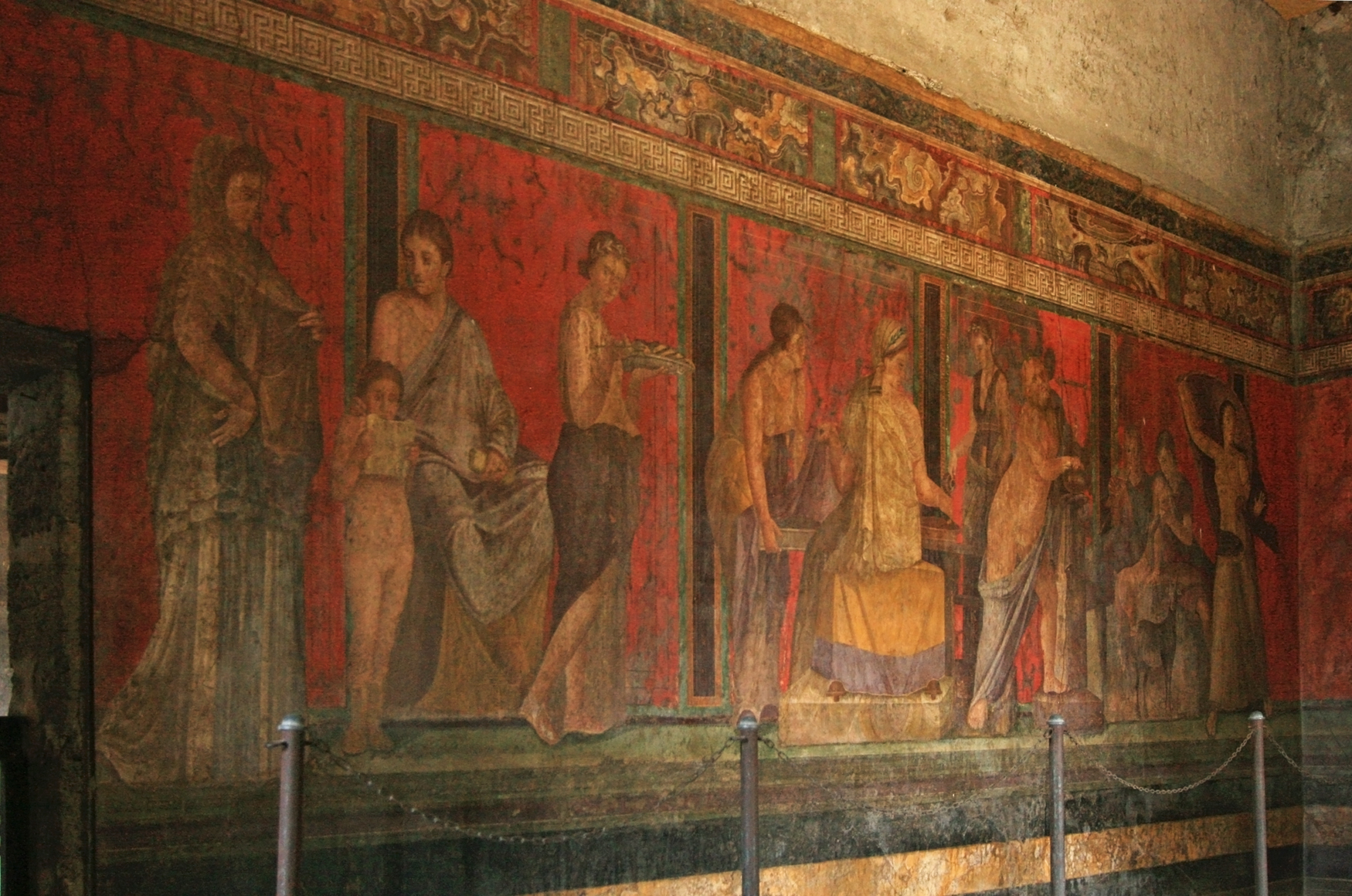
Pompei, villa dei Misteri, salone con scene misteriche

L'asiatica luxuria fu un fenomeno diffuso a Roma nel periodo tardo-repubblicano in seguito alle vittorie (secondo Tito Livio, gli Annales e la Naturalis Historia di Plinio) di Lucio Cornelio Scipione Asiatico su Antioco III a Magnesia nel 190 a.C. e di Gneo Manlio Vulsone nel 186 a.C. sui Galati d'Asia. Essa consisteva nel seguire una moda basata sul gusto e sulla ricchezza dei sovrani ellenistici e orientali.
Non solo opere d'arte ma anche artisti greci cominciarono ad arrivare a Roma al seguito di questi generali vittoriosi. Il lusso e la ricchezza divengono espressione di potere in quanto simbolo di uno stile di vita simile a quello degli dei. Una sorta di traduzione iconografica di questa idea ci è fornita dal celebre mosaico con Scene di Vita lungo il Nilo proveniente da Palestrina, l'antica Praeneste ove è celebrata la ricchezza dell'Egitto come legata e derivata dalla dinastia dei Tolomei.
D'improvviso avviene una ingente richiesta di copie e repliche delle più importanti opere d'arte greca che sono destinate ad ornare gli spazi che i ricchi romani dedicano all'otium all'interno delle loro sontuose ville. Questa sorta di moda, va ad investire anche aspetti della consuetudine di vita romana come il modo di banchettare, di mangiare oltre che di vestire.
Spesso le famiglie più ricche hanno in casa un filosofo greco che discorre con i padroni di casa e con gli ospiti in occasione dei banchetti.
Al fenomeno è collegato l'inizio di una produzione "in serie" destinata a mercati di massa che si differenzierà dalla produzione artigianale d'alto livello che rimarrà prerogativa solo della parte più ricca della committenza. La necessità di sfarzo che si traduce in un eccesso poderoso di ogni aspetto di piacere dell'esistenza si tradurrà anche nella diffusione del II stile pittorico romano caratterizzato da elementi scenografici concepiti prospetticamente che si aprono su grandi paesaggi reali o immaginari che vogliono colpire lo spettatore portandolo in una realtà che supera le mura della casa (fino a giungere alle grandi megalografie della fase finale di questo stile pittorico di cui un canonico esempio sono gli affreschi del triclino della Villa dei Misteri a Pompei).
È uno stile di vita che traduce le forti tendenze all'individualismo e alla competizione politica per il potere che si ebbero a Roma a partire dal II secolo a.C. (tarda repubblica).